# NGC 7541
NGC 7541 (NGC 7581) je prečkasta spiralna galaktika u zviježđu Pegazu. Naknadno je utvrđeno da je NGC 7581 ista galaktika.

## Vanjske poveznice
- (engl.) SEDS: NGC 7541
- (engl.) Hartmut Frommert: Revidirani Novi opći katalog
- (engl.) Izvangalaktička baza podataka NASA-e i IPAC-a
- (engl.) Astronomska baza podataka SIMBAD
- (engl.) VizieR
- DSS-ova slika NGC 7541  Arhivirana inačica izvorne stranice od 17. lipnja 2013. (Wayback Machine)
- (engl.) Auke Slotegraaf: NGC 7541 Deep Sky Observer's Companion
- (engl.) Courtney Seligman: Objekti Novog općeg kataloga: NGC 7500 - 7549